# 马克斯·普朗克天体物理研究所
马克斯·普朗克天体物理研究所（德語：Max-Planck-Institut für Astrophysik）为德国马克斯·普朗克学会的一个研究所，马克斯·普朗克天体物理研究所是世界上理论天体物理学领域最具领先水平的科研院所之一。

## 历史
1958年，马克斯·普朗克物理与天体物理研究所在慕尼黑北部的加兴成立。1991年，该研究所分立为两个研究所，即天体物理研究所、物理研究所。